# Alpuente
Alpuente (valencianisch Alpont) ist eine Gemeinde (Municipio) mit 700 Einwohnern (Stand: 2024) und ein Dorf in der spanischen Provinz Valencia. Sie befindet sich im Comarca Los Serranos. Die Gemeinde besteht neben dem Hauptort aus den Ortschaften Baldovar, Campo de Abajo, Campo de Arriba, Corcolilla, El Chopo, El Collado, El Hontanar, La Almeza, La Canaleja, La Cañada Seca, La Carrasca, La Cuevarruz, La Torre, Obispo Hernández o Las Eras und Vizcota sowie der Wüstung Arquela.

## Geografie
Alpuente liegt etwa 90 Kilometer nordwestlich von Valencia in einer Höhe von ca. 1000 m. Die höchsten Berge in der Umgebung sind der La Muela mit 1511 m, der Cerro Negro mit 1407 m, der El Cabezo mit 1289 m, der Hontanar mit 1238 m und der Barajuelo mit 1114 m.
Mehrere paläontologische Fundstellen mit Fußspuren von Sauriern wurden in der Gemeinde entdeckt. Diese befinden sich bei Arquela, Corcolilla, Losilla und Vizcota.

## Geschichte
Im 11. Jahrhundert war Alpuente die Hauptstadt eines muslimischen Königreichs (Taifa). Das Taifa von Alpuente wurde von den Beni Kasim, einem Berbervolk, beherrscht.
1103 fiel Alpuente an die Almoraviden und wurde schließlich 1145 Teil des Emirats von Valencia. 1172 besetzten die Almohaden das Gebiet. Nur kurzzeitig gehörte Alpuente 1229 zum Emirat von Murcia. Jakob I., der König von Aragon, eroberte es im gleichen Jahr.

## Einwohnerentwicklung
| 1900 | 1970 | 1981 | 1991 | 2001 | 2011 | 2021 |
| ---- | ---- | ---- | ---- | ---- | ---- | ---- |
| 3070 | 1869 | 1440 | 1191 | 940  | 784  | 659  |

## Wirtschaft
Die Wirtschaft ist im Wesentlichen landwirtschaftlich. Angebaut werden vor allem Wein, Getreide, Oliven und in kleinerem Umfang auch Obst und Gemüse.

## Sehenswürdigkeiten
- mittelalterliches Aquädukt
- Paläontologisches Museum (untergebracht in der früheren Barbarakapelle)
- Rathaus, in Teilen der früheren Burganlage und Ortsbefestigung von 1319 untergebracht
- Burgruine von El Poyo

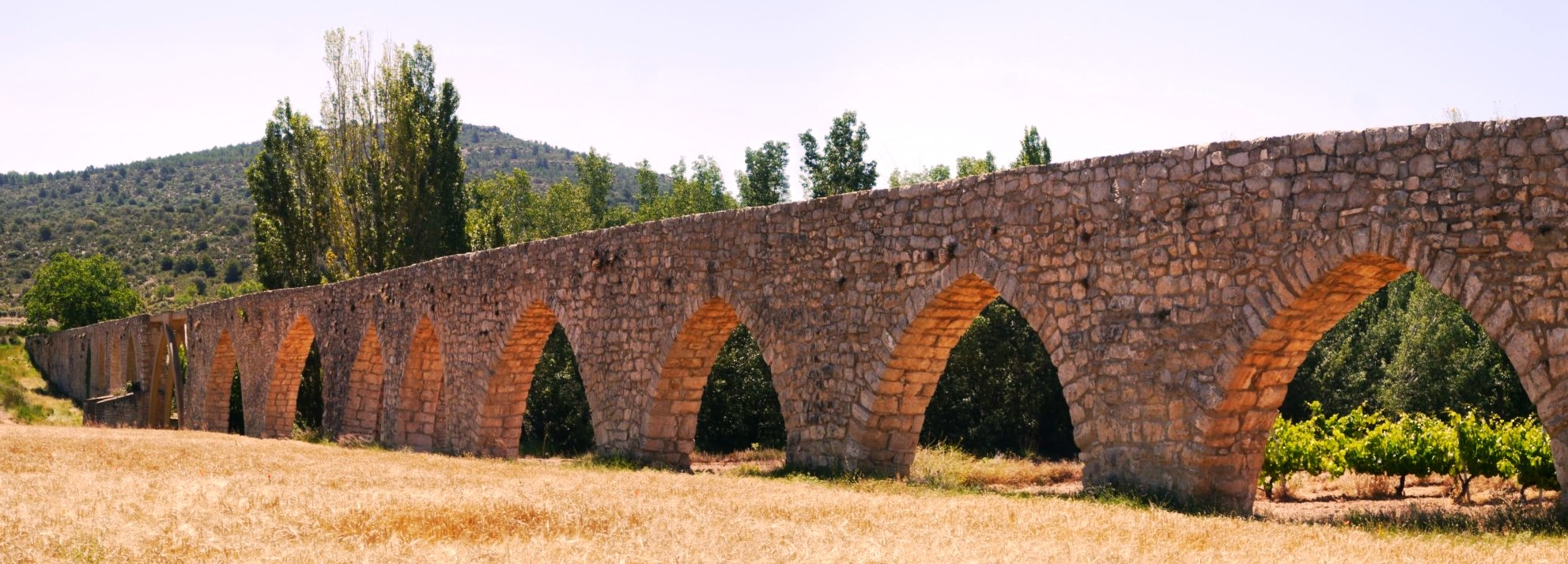
Mittelalterliches Aquädukt
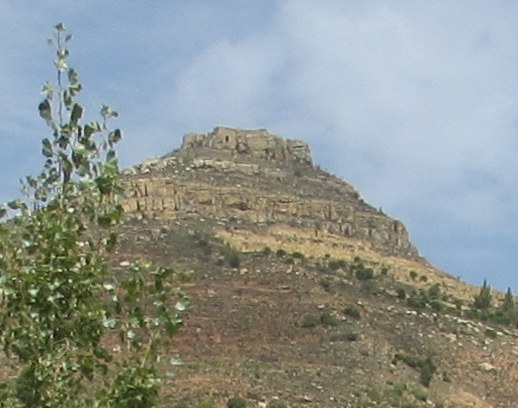
Burgruine von El Poyo
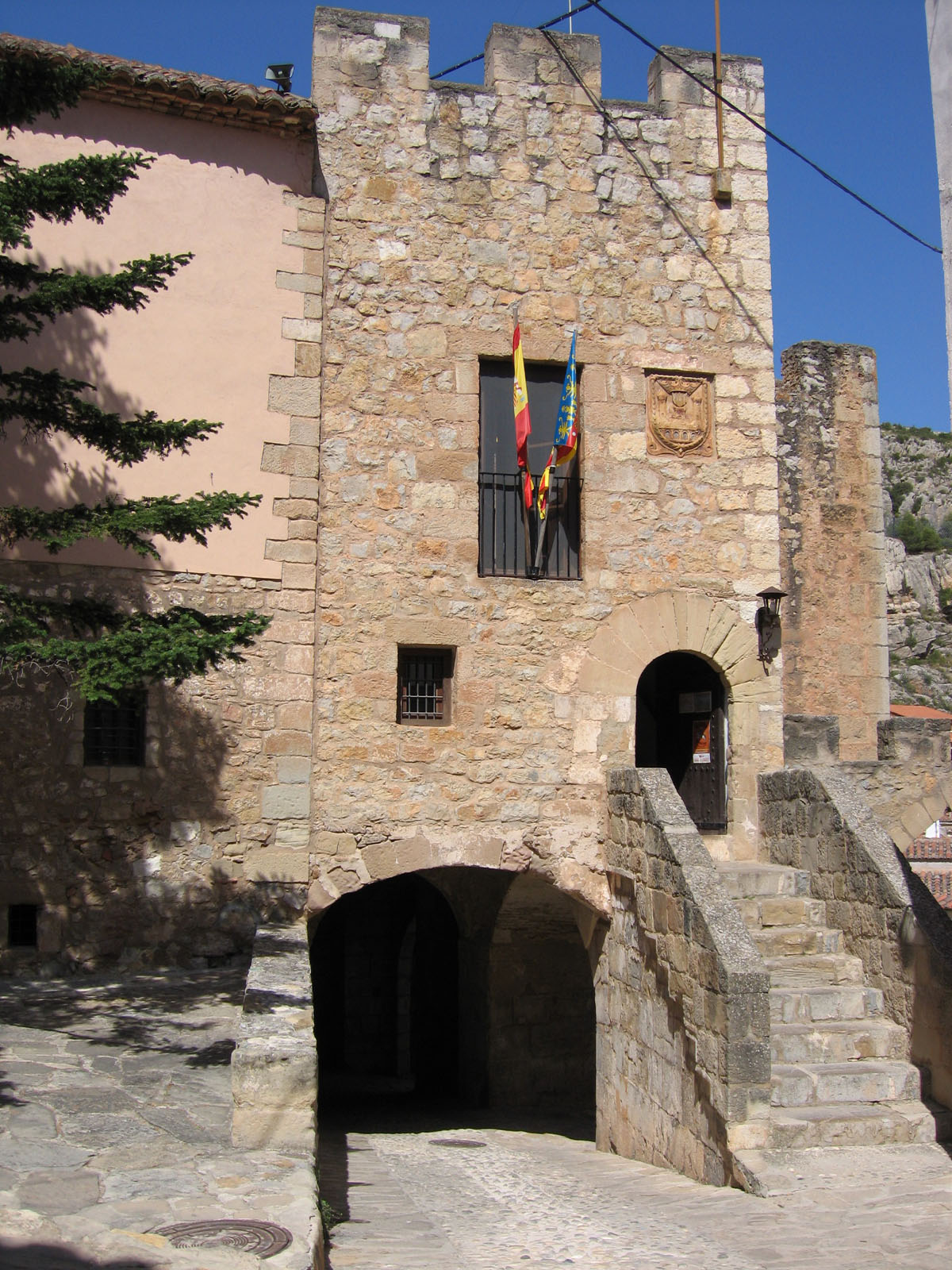
Rathaus in der alten Burg
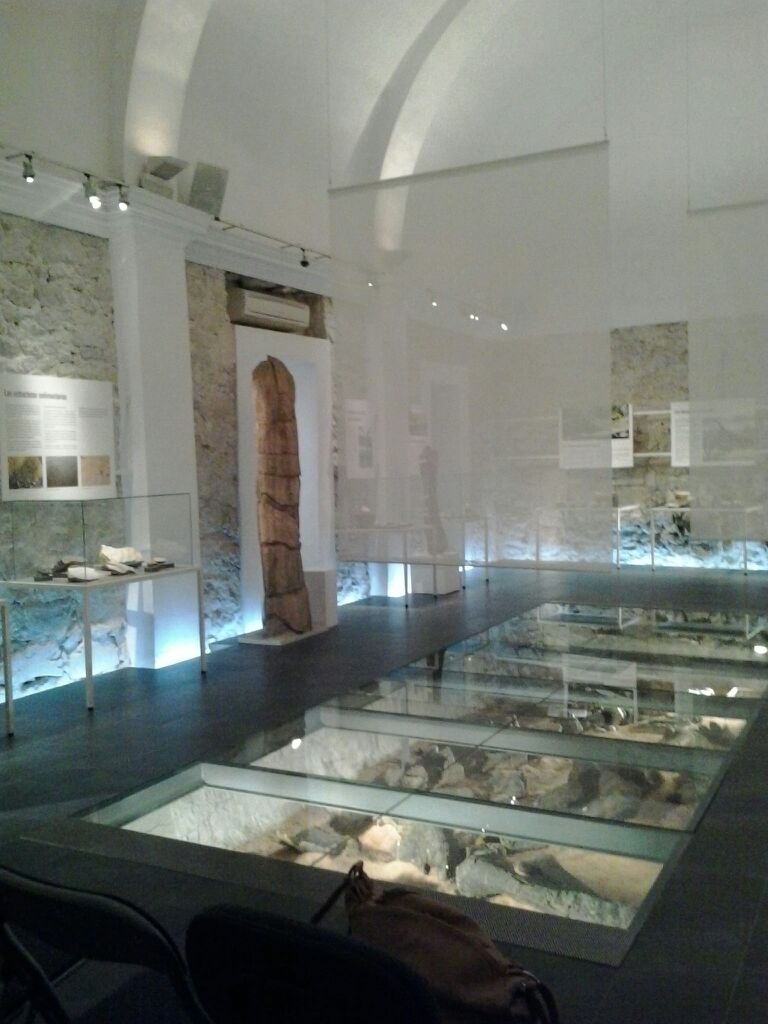
Paläontologisches Museum